# ヤムスクロ
ヤムスクロ自治区（ヤムスクロじちく、仏: District Autonome du Yamoussoukro）、通称ヤムスクロ（Yamoussoukro）は、コートジボワール共和国中部にある、同国の憲制上の首都。
1983年にアビジャンから遷都され首都となったが、経済的には特にめぼしい産業がなく、行政都市としての機能も持っていないため、旧首都であるアビジャンが依然として政治・経済の中心地である。ヤムスクロ大統領官邸や上院議会が所在するが、各国大使館や各省庁、国民議会（下院）及び最高裁判所はアビジャンに残ったままであり、実質的首都機能は現在もアビジャンが担っている。ヤムスクロが首都に選ばれた理由は、コートジボワール独立の指導者であったフェリックス・ウフェ＝ボワニ初代大統領の生まれ故郷であるからとの説が有力である。
面積は2,070km2であり、アティエグアクロ県とヤムスクロ県から成る。人口は約35.6万人（2014年）と他の州と比べてもあまり多くない。

## 名称
かつてこの場所にあったンゴクロ村が、フランスによる植民地化の後にヤムスクロと改称された。「-kro」は村を意味するバウレ語の接尾辞であり、「Yamoussoukro」は「ヤムスの村」という意味。これが何を指しているかについては以下のような説がある。
- 村を作った人物の名[7]
- 植民地化当時、村を治めていた女王ヤムソ（フランス語版）にちなむ[1][8]
- 「伯母の村」の意[9]

## 歴史
1887年から1899年にフランスの将校たちによって探検が行われるまで、深い熱帯雨林に覆われたコートジボワール内陸部はヨーロッパ人未踏の地であった。1901年に、先住民バウレ族の村ンゴクロがフランスによって植民地化され、後にヤムスクロと改称される。植民地時代には、この地はフランス軍の駐屯地となった。1960年にコートジボワールがフランスから独立するとヤムスクロは郡役所所在地となり、その後は県庁所在地や州都として発展した。1983年、アビジャンからの遷都が正式に決定し、都市計画に基づいて一部の行政機関が移転。
1990年9月に、世界最大級のカトリック聖堂「平和の聖母聖堂」が大統領の私費によって完成し、話題となった。
2002年のコートジボワール内戦の際、ヤムスクロと100km北のブアケの間に境界線が引かれ、南の勢力であるコートジボワール政府勢力の前線となった。とはいえ、ヤムスクロは戦火に巻き込まれたことはなく、市内の施設も攻撃を受けていない。

## 地理
同国最大の都市であるアビジャンから、北西へ250km、車で約2時間半。北はベーリン州のティエビス県、南はゴー州のウメ県、東はンジ州のディンボクロ県、西はマラウェ州のシンフラ県とブアフレ県に囲まれている。

## 経済
平和の聖母聖堂を始めとする観光業が盛んだが、一方でヤムスクロ内の失業に苦しんでおり、国内に目ぼしい産業がほとんどない。

### 農業
少数ながらカカオ豆やコーヒーが栽培される。他、ヤムイモ、キャッサバ、マンゴー、トウモロコシが生産されている。

## 観光

### 建造物
- 平和の聖母聖堂（La basilique Notre-Dame de la Paix）
  - 高さ158m、幅100mと世界最大級のカトリック聖堂[9]。通称「ヤムスクロ・バシリカ」[8]。
- フェリックス・ウフェ＝ボワニ財団（La fondation de Félix Houphouët-Boigny）
- ホテル・プレジデント（l'Hôtel du président）
- ヤムスクロ大統領官邸（Palais présidentiel de Yamoussoukro）
  - ボワニ大統領の要請で、ンゴクロの跡地に建築家オリヴィエ＝クレモン・カクーブ（フランス語版）によって建てられた[2]。堀にワニ（フランス語版）が飼われていることで有名であり、観光名所となっている[8]。

### 近辺の国立公園
- マラウエ国立公園（Le parc national de la Marahoue）
- アブクアメクロ保護区（La réserve d'Aboukouamékro）

## 気候
- ケッペンの気候区分ではサバナ気候（Aw）に属する。

| ヤムスクロの気候                         | ヤムスクロの気候 | ヤムスクロの気候 | ヤムスクロの気候 | ヤムスクロの気候 | ヤムスクロの気候 | ヤムスクロの気候 | ヤムスクロの気候 | ヤムスクロの気候 | ヤムスクロの気候 | ヤムスクロの気候 | ヤムスクロの気候 | ヤムスクロの気候 | ヤムスクロの気候 |
| 月                                       | 1月              | 2月              | 3月              | 4月              | 5月              | 6月              | 7月              | 8月              | 9月              | 10月             | 11月             | 12月             | 年               |
| ---------------------------------------- | ---------------- | ---------------- | ---------------- | ---------------- | ---------------- | ---------------- | ---------------- | ---------------- | ---------------- | ---------------- | ---------------- | ---------------- | ---------------- |
| 平均最高気温 °C （°F）                   | 31.5 (88.7)      | 33.5 (92.3)      | 33.5 (92.3)      | 32.9 (91.2)      | 31.7 (89.1)      | 30.1 (86.2)      | 28.6 (83.5)      | 28.5 (83.3)      | 29.3 (84.7)      | 30.1 (86.2)      | 30.7 (87.3)      | 30.1 (86.2)      | 30.88 (87.58)    |
| 日平均気温 °C （°F）                     | 25.2 (77.4)      | 27.3 (81.1)      | 27.6 (81.7)      | 27.3 (81.1)      | 26.5 (79.7)      | 25.6 (78.1)      | 24.5 (76.1)      | 24.5 (76.1)      | 24.8 (76.6)      | 25.2 (77.4)      | 25 (77)          | 24.5 (76.1)      | 25.67 (78.2)     |
| 平均最低気温 °C （°F）                   | 18.9 (66)        | 21.2 (70.2)      | 21.8 (71.2)      | 21.8 (71.2)      | 21.3 (70.3)      | 21.1 (70)        | 20.4 (68.7)      | 20.6 (69.1)      | 20.4 (68.7)      | 20.4 (68.7)      | 20.3 (68.5)      | 19 (66)          | 20.6 (69.05)     |
| 降水量 mm （inch）                       | 13 (0.51)        | 42 (1.65)        | 108 (4.25)       | 126 (4.96)       | 155 (6.1)        | 165 (6.5)        | 88 (3.46)        | 83 (3.27)        | 170 (6.69)       | 125 (4.92)       | 36 (1.42)        | 15 (0.59)        | 1,126 (44.32)    |
| 出典：Climate-Data.org, altitude: 236m). |                  |                  |                  |                  |                  |                  |                  |                  |                  |                  |                  |                  |                  |